# Frank O. King

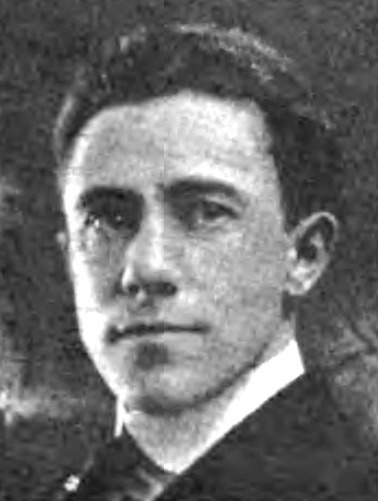
Frank O. King (um 1916)

Frank O. King (* 1883 in Cashton, Wisconsin; † 24. Juni 1969 in Winter Park, Florida) war ein US-amerikanischer Cartoonist, Comiczeichner und -autor, der insbesondere durch den Comicstrip Gasoline Alley bekannt wurde.

## Leben
Im Alter von 18 Jahren begann der aus Cashton, Wisconsin, stammende King seine berufliche Laufbahn als Cartoonist der Minneapolis Times. Nach einem Umzug nach Chicago arbeitete er zunächst für den Chicago American, dann für Chicago’s Examiner und ab 1910 schließlich für die Chicago Tribune. Seine ersten Reihen für die Sonntagsseiten waren Tough Teddy, The Boy Animal Trainer, Here Comes Motorcycle Mike und Hi Hopper. Sein erster eigentlicher Comic war Bobby Make-Believe, den er ab 1915 zeichnete. 
Bekannt wurde King durch den Strip Gasoline Alley, der erstmals 1918 erschien und ab dem Valentinstag 1921, dem 21. Februar 1921, nicht nur als Sonntagsseite, sondern auch als Daily strip veröffentlicht wurde. Bei diesem Strip, der bis heute fortgeführt wird und King zu einem wohlhabenden Mann machte, alterten die Figuren gemeinsam mit ihren Lesern. King gab die Sonntagsseite im Jahr 1951 an Bill Perry, den Daily strip im Jahr 1959 an Dick Moores ab. Beide Zeichner hatten zuvor King assistiert.
King verbrachte seinen Lebensabend in Florida, wo er 1969 starb.